# Hyles sheljuzkoi
Hyles sheljuzkoi är en fjärilsart som beskrevs av Dublitzky. 1928. Hyles sheljuzkoi ingår i släktet Hyles och familjen svärmare. Inga underarter finns listade i Catalogue of Life.